# Апостолов Іван Гаврилович
Іван Гаврилович Апостолов (1904, село Себине, тепер Новоодеського району Миколаївської області — 22 липня 1977, Київ) — український радянський діяч, міністр хлібопродуктів Української РСР. Депутат Верховної Ради УРСР 5-го скликання.

## Біографія
Народився в селянській родині. Трудову діяльність розпочав у 1925 році.
Член ВКП(б) з 1930 року.
У 1931 році закінчив сільськогосподарський інститут.
У 1931—1941 роках — агроном районного насіннєвого господарства; агроном машинно-тракторної станції в Одеській області; відповідальний працівник Одеського облзернотрактороцентру і Одеської обласної планової комісії.
Під час німецько-радянської війни був евакуйований в Орджонікідзевський (Ставропольський) край РРФСР. У 1942—1944 роках — заступник начальника Орджонікідзевського (Ставропольського) крайового земельного відділу; секретар Ставропольського крайового комітету ВКП(б).
У 1944—1945 роках — голова Одеської обласної планової комісії.
У лютому 1945 — грудні 1953 року — заступник голови Державної планової комісії (Держплану) Української РСР.
У 1953—1955 роках — заступник голови Бюро по сільському господарству при Раді Міністрів СРСР. У 1955—1956 роках — 1-й заступник міністра промисловості м'ясних і молочних продуктів СРСР.
2 серпня 1956 — 3 березня 1961 року — міністр хлібопродуктів Української РСР.
У березні 1961 — березні 1962 року — 1-й заступник міністра заготівель Української РСР.
У березні 1962 — березні 1965 року — заступник міністра — начальник Головного управління хлібопродуктів Міністерства виробництва і заготівель сільськогосподарських продуктів Української РСР.
У квітні 1965 — березні 1967 року — 1-й заступник голови Державного комітету Ради Міністрів Української РСР по хлібопродуктах і комбікормовій промисловості.
З березня 1967 року — персональний пенсіонер союзного значення в місті Києві. Продовжував активну громадську діяльність, завідував відділом журналу «Економіка Радянської України».

## Нагороди
- два ордени Трудового Червоного Прапора (23.01.1948, 26.02.1958)
- орден «Знак Пошани»
- медалі
- Почесна грамота Президії Верховної Ради Української РСР (1964)